# Cincinnati Open 1973
Cincinnati Open 1973 - чоловічий і жіночий тенісний турнір, що проходив на відкритих кортах з ґрунтовим покриттям Queen City Racquet Club Шаронвіллі (штат Огайо, США). Належав до серії 1973 Commercial Union Assurance Grand Prix. Тривав з 6 до 12 серпня 1973 року. Іліє Настасе та Івонн Гулагонг здобули титул в одиночному розряді.

## Переможці та фіналісти

### Одиночний розряд, чоловіки
Іліє Настасе —  Мануель Орантес 5–7, 6–3, 6–4

### Одиночний розряд, жінки
Івонн Гулагонг —  Кріс Еверт 6–2, 7–5

### Парний розряд, чоловіки
Джон Александер /  Філ Дент —  Браян Готтфрід /  Рауль Рамірес 1–6, 7–6, 7–6

### Парний розряд, жінки
Ілана Клосс /  Pat Pretorius —  Івонн Гулагонг /  Джанет Янг 7–6, 3–6, 6–2